# Ralph G. Martin
Ralph G. Martin, eigentlich Ralph Martin Goldberg (* 4. März 1920 in Chicago, Illinois; † 9. Januar 2013 in Sleepy Hollow, New York) war ein US-amerikanischer Autor und Biograph. Er verfasste über dreißig biografische Bücher über Politiker und Prominente.

## Leben

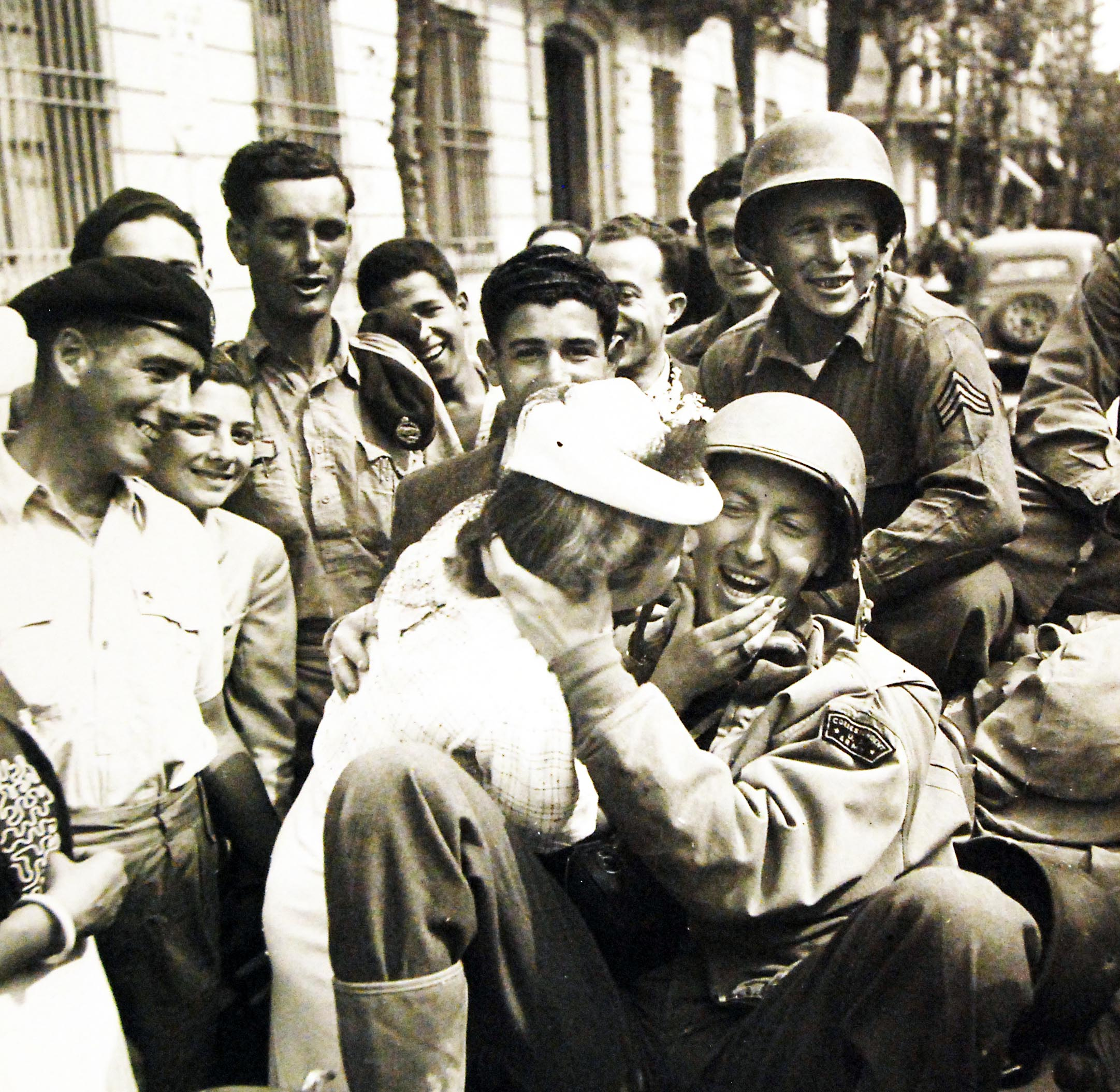
Ralph G. Martin wird während des Tunesienfeldzugs (1942/1943) begrüßt

Martin wurde 1920 in Chicago geboren und zog im Alter von 8 Jahren mit seiner Familie in den New Yorker Stadtteil Brooklyn. Bereits als junger Mann änderte er seinen Namen in Ralph G. Martin.
Martin besuchte das City College of New York und schloss 1941 ein Bachelor-Studium in Journalismus an der University of Missouri ab. Nach seinem Abschluss trampte er durchs Land, bis es ihn nach Brigham City in Utah verschlug, wo er eine Stelle bei der örtlichen Zeitung, dem The Box Elder News Journal, annahm. Dort arbeitete er als geschäftsführender Redakteur, leitender Reporter, Gesellschaftsreporter und mehr. Nachdem sein Vorgänger am folgenden Tag im Krankenhaus verstorben war, wurde es zu Martins erster Aufgabe dort, einen Nachruf auf ihn zu verfassen.
Mit dem Beginn des Zweiten Weltkrieges meldete sich Martin zum Militärdienst und trat in die Army ein. Er diente in Europa als Kriegsberichterstatter für die Militärzeitung The Stars and Stripes und später für Yank, das wöchentliche Militärmagazin der Army.
1944 heiratete er seine Frau Marjorie Pastel Martin. Die Zeremonie wurde vom New Yorker Bürgermeister Fiorello LaGuardia durchgeführt, den Martin zuvor für Yank interviewt hatte. Mit Marjorie hatte er drei Kinder: Elizabeth, Tina und Maurice.
In den 1940er und 1950er Jahren arbeitete Martin als Redakteur für verschiedene Magazine, darunter Newsweek, das Politikmagazin The New Republic und als Chefredakteur für das Inneneinrichtungs-Magazin House Beautiful. 1952 und 1956 war er Mitglied der Wahlkampfkampagne Adlai Ewing Stevensons, des Präsidentschaftskandidaten der Demokratischen Partei.
Im Laufe der Jahre verfasste er allein und als Koautor über dreißig Bücher. Das bekannteste darunter ist Jennie: The Life of Lady Randolph Churchill, eine zweiteilige Biografie Jennie Jeromes, Winston Churchills Mutter. Der erste Teil, der 1969 erschien, hielt sich über dreißig Wochen auf der Bestsellerliste der New York Times. In weiteren Biografien beschäftigte er sich mit König Eduard VIII., der Kennedy-Familie, Prinz Charles und Prinzessin Diana sowie Golda Meir. Mit Ballots & Bandwagons veröffentlichte er 1964 eine Studie über die Nominierungsparteitage in den Vereinigten Staaten.
Martin verstarb am 9. Januar 2013 im Alter von 92 Jahren.

## Werke (Auswahl)
- 1964: Ballots & Bandwagons
- 1969: Jennie: The Life of Lady Randolph Churchill – The Romantic Years, 1854–1895
- 1971: Jennie: The Life of Lady Randolph Churchill – The Dramatic Years, 1895–1921
- 1974: The Woman He Loved
  - Hab ich nur deine Liebe: Die Geschichte der Herzogin von Windsor. Blanvalet, 1976, ISBN 3-7645-0245-9.
- 1983: A Hero for Our Time
- 1985: Charles & Diana
- 1988: Golda: Golda Meir, the Romantic Years
- 1991: Henry and Clare: An Intimate Portrait of the Luces
- 1995: Seeds of Destruction: Joe Kennedy and His Sons